# Хокейна асоціація Китайської Народної Республіки
Хокейна асоціація Китайської Народної Республіки (англ. Ice Hockey Assosiation of People’s Republic of China) — організація, яка займається проведенням на території КНР змагань з хокею із шайбою. Заснована у 1951 році, член ІІХФ з 25 липня 1963 року, об'єднує понад 30 клубів. У країні близько 20 000 хокеїстів, які грають на природному льоду (передусім у гірських областях), зареєстровано понад 500 хокеїстів.
Хокей у Китаї почав розвиватися у 1915 році у Мукдені (Шеньяні). Першим змаганням був турнір на I Зимових спартакіадних іграх (26 січня 1935). У 1953 році був вперше проведений чемпіонат країни, а у 1956 році у Пекіні виникла Народна федерація зимових ігор, куди входила і хокейна секція. 
У перших чемпіонатах країни 8 команд грали у 2 кола. У 1970—80-х роках система проведення турніру неодноразово змінювалася: 6-12 команд грали в 1 коло, 8 команд — в 2 кола. У Китаї існує і друга ліга (6 команд). В обох лігах грають збірні команди міст і провінцій. У перших чемпіонатах найбільш часто перемагали збірна Харбіна і збірна провінції Хейлунцзян. У 1970—80-х роках лідерство зберігали хокеїсти Харбіна, гідну конкуренцію яким становили збірні Ціцікар і Цзямуси, також ставали чемпіонами країни. 
Збірна КНР перші міжнародні матчі провела з 7 по 13 березня 1956 на Всесвітніх зимових студентських іграх у Вроцлаві (Польща). У ЧС (група С) команда вперше брала участь у 1972 в Румунії. 
Найсильніші гравці КНР різних років: 
- воротарі: Цуй Тіньвен, Жань Ян;
- захисники: Ю Кеян, Фу Чентінь, Вань Тачун, Сун Ксіаодонь, Сун Дехонь;
- нападники: Вей Чаньшун, Вань Анфу, Вань Беню, Ксі Янчен, Луї Венву, Тіан Юдзі, Юкіань Пан.